# Thamnochortus arenarius
Thamnochortus arenarius är en gräsväxtart som beskrevs av Esterh. Thamnochortus arenarius ingår i släktet Thamnochortus och familjen Restionaceae. Inga underarter finns listade i Catalogue of Life.